# La Grande Bouffe
Cet article possède un paronyme, voir Grossbouf.
Pour plus de détails, voir Fiche technique et Distribution.
La Grande Bouffe (La grande abbuffata) est un film franco-italien réalisé par Marco Ferreri en 1973.
Présenté en compétition au 26e festival de Cannes, il remporte le prix FIPRESCI, ex æquo avec La Maman et la Putain de Jean Eustache. Satire du consumérisme et de la décadence de la bourgeoisie, il raconte l'histoire d'un groupe d'amis qui décident de manger jusqu'à la mort. Le film a fait l'objet d'une polémique à sa sortie.

## Synopsis
Quatre hommes, au beau milieu de l'hiver, fatigués de leurs vies ennuyeuses et de leurs désirs inassouvis, décident de s'enfermer dans une villa pour ce qu'ils appellent un « séminaire gastronomique ». Ils se livrent en fait à un suicide collectif en mangeant jusqu'à ce que mort s'ensuive. Les quatre acteurs principaux ont gardé leurs véritables prénoms pour interpréter leur personnage.
Le premier protagoniste, propriétaire d'un restaurant et grand chef, s'appelle Ugo. Il excelle dans l'imitation de Don Vito Corleone. Il décide de se suicider, probablement à cause de nombreux malentendus avec son épouse.
Le deuxième est Philippe, un magistrat de premier plan qui vit toujours avec sa nourrice, Nicole. Cette dernière le surprotège et l'empêche d'avoir des rapports sexuels avec d'autres femmes, se substituant à elles pour assouvir les besoins sexuels du juge.
Le troisième personnage est Marcello, pilote d'avion pour la compagnie Alitalia ; véritable prédateur sexuel, il est détruit psychologiquement par le fait qu'il est devenu impuissant.
Le quatrième personnage est Michel, un producteur et présentateur de télévision à la personnalité efféminée, divorcé et fatigué de sa vie monotone.
Après avoir fait leurs adieux, les quatre compères se rendent en voiture dans la villa, propriété de Philippe, dans laquelle le vieux domestique, Hector, a déjà tout préparé pour le grand festin sans savoir, lui-même, qu'ils souhaitent mourir. Dans la villa, un ambassadeur de Chine attend Philippe pour lui donner une œuvre d'art chinoise ancienne ; celui-ci la refuse poliment. La villa isolée du 16e arrondissement de Paris est parsemée d'œuvres d'art suggestives, tant dans le parc qu'à l'intérieur.
Une fois laissés seuls, ces quatre bourgeois blasés commencent leur frénétique festin (dans une scène on voit Marcello et Ugo se faire concurrence pour voir qui mangera le plus vite les huîtres, alors que défilent des diapositives érotiques anciennes). Ils sont interrompus par l'arrivée d'une institutrice, Andréa, qui veut faire visiter le jardin de la villa à sa classe pour voir le fameux « tilleul de Boileau », un arbre sous lequel le poète avait coutume de s'asseoir pour trouver l'inspiration. Les quatre amis acceptent spontanément et lui offrent de la nourriture. Andréa étant une jeune institutrice plantureuse, ils l'invitent à dîner le soir même. En fait, sous l'impulsion de Marcello, les quatre hommes pensent à inviter des femmes, Philippe étant toutefois le plus réticent.
Ugo se charge de la confection des plats tandis que Marcello fait venir trois prostituées. Michel, qui semble avoir été éduqué de manière très stricte dans son enfance, s'interdit de flatuler bien qu'il souffre d'aérophagie. Ses amis l'aident à se décongestionner.
Effrayées par la tournure que prennent les événements, les prostituées s'enfuient l'une après l'autre et seule reste Andréa qui, fascinée, a deviné l'entreprise suicidaire des protagonistes. Désignée par les quatre hommes comme « femme » contrairement aux « filles », elle accompagnera de manière maternelle les protagonistes jusqu'à leur mort.
Marcello, en colère lorsqu'il se rend compte que trop manger le rend impuissant, s'en va aux toilettes au moment où les canalisations des sanitaires, bouchées, explosent. La maison se retrouve inondée d'excréments. Michel en est absolument horrifié, ce qui provoque l'hilarité d'Ugo.
Le premier à mourir est Marcello. Exaspéré par son impuissance, il décide de quitter la maison pendant la nuit, au milieu d'une tempête de neige à bord d'une Bugatti Type 37 A des années 1920 gardée dans le garage de la villa. Ses amis le retrouvent le lendemain matin, mort, victime d'hypothermie. Sur les conseils de Philippe (sa fonction de juge lui interdit, plus encore que les autres, la dissimulation d'un cadavre), son corps est ramené dans la chambre froide de la maison, munie d'une baie vitrée.
Après Marcello, c'est le tour de Michel, victime d'une indigestion à tel point qu'il ne peut même plus lever les jambes et danser, son passe-temps favori. Après avoir joué une dernière fois au piano, de plus en plus bruyamment pour essayer de couvrir ses pets, il se lève, s'écroule sur la balustrade, se vide, puis finit par s'effondrer sur la terrasse raide mort. Ugo et Philippe le mettent avec Marcello dans la chambre froide.
Peu de temps après, c'est Ugo qui s'étouffe jusqu'à la mort, avec un plat composé de trois types de foies différents en forme de dôme de Saint-Pierre, qu'il a lui-même préparé. Sur les conseils d'Andréa, Ugo reste exposé sur la table dans la cuisine, son « royaume » en tant que restaurateur.
Le dernier à mourir est le diabétique Philippe. Sur le banc, sous le tilleul de Boileau, après avoir mangé un gâteau en forme de paire de seins, préparé par Andréa, Philippe meurt dans ses bras. Le film se termine sur les chiens qui ont envahi le jardin, attirés par la viande laissée par des livreurs.

## Fiche technique
- Titre original français : La Grande Bouffe
- Titre italien : La grande abbuffata
- Réalisation : Marco Ferreri, assisté de Rémy Duchemin
- Scénario : Marco Ferreri, Rafael Azcona, Francis Blanche
- Dialogues : Francis Blanche
- Musique : Philippe Sarde
- Photographie : Mario Vulpiani
- Son : Jean-Pierre Ruh
- Montage : Claudine Merlin, Gina Pignier et Amedeo Salfa
- Décors : Michel de Broin
- Costumes : Gitt Magrini
- Production : Vincent Malle, Alain Coiffier et Jean-Pierre Rassam, Edmondo Amati (it) pour Mara Films (Paris), Capitolina Produzioni Cinematografiche (Rome) pour Films 66
- Directeur de production : Alain Coiffier
- Pays de production :  France -  Italie
- Langue originale : français
- Format : couleur (Eastmancolor) - 1,66:1 - 35 mm
- Durée : 130 minutes
- Genre : comédie noire
- Dates de sortie :
  - France : 17 mai 1973
  - Italie : 24 septembre 1973
- Classification :
  - France : interdit aux moins de 18 ans à sa sortie ; interdit aux moins de 12 ans aujourd'hui.
  - Italie : interdit aux moins de 18 ans à sa sortie ; interdit aux moins de 14 ans depuis 1998[4]

## Distribution
- Marcello Mastroianni : Marcello
- Philippe Noiret : Philippe
- Michel Piccoli : Michel
- Ugo Tognazzi : Ugo
- Andréa Ferréol : Andréa
- Monique Chaumette : Madeleine
- Florence Giorgetti : Anne
- Solange Blondeau : Danielle
- Michèle Alexandre : Nicole
- Cordelia Piccoli : Barbara
- Henri Piccoli : Hector
- Bernard Ménez : Pierre
- Louis Navarre : Braguti
- Rita Scherrer : Anulka
- Maurice Dorléac : Acteur
- Jérôme Richard : Acteur
- Eva Simonet : la secrétaire
- James Campbell : Zack
- Gérard Boucaron : le chauffeur
- Simon Tchao : le délégué de l'Ambassade de Chine
- Patricia Milochevitch : Mini
- Giuseppe Maffioli (it) : le chef cuisinier
- Mario Vulpiani : un copilote

## Production

### Pré-production
Le film est une critique féroce de la société de consommation, de l'aliénation qu'elle procure en aboutissant à des abus et excès de toutes sortes, jusqu'à l'autodestruction. Ce sujet naît dans l'esprit du maestro Marco Ferreri au cours d'un des grands dîners organisés par Jean-Pierre Rassam et les frères Philippe et Alain Sarde.

### Duo Ferreri / Mastroianni
Après la Grande Bouffe, le duo se reforme en 1974 pour Touche pas à la femme blanche !, en 1977 pour Rêve de singe et en 1983 pour L'Histoire de Piera.

### Tournage
Le film est tourné dans une villa de Paris, 60-66 rue Boileau dans le 16e arrondissement (emplacement de l'actuelle ambassade du Vietnam) en février 1973.
Les plats présentés dans le film proviennent du traiteur parisien Fauchon.
En 2014, dans l'émission de France Culture « On ne parle pas la bouche pleine », Andréa Ferréol revient sur le tournage de ce film, précisant que Ferreri lui a demandé de prendre 25 kg en deux mois pour décrocher le rôle, ce qui l'a obligée à prendre cinq repas par jour.

## Analyse
Marco Ferreri a souvent été comparé au cinéaste espagnol Luis Buñuel pour son goût à explorer les vices et le peu de vertu de la bourgeoisie de l'époque en y insufflant une grande part d'ironie également.
La Grande Bouffe est un film de moraliste, film tragico-burlesque, farce grandiose et funèbre, qui fit un scandale rare dans le cinéma français. Dans un article intitulé « La Grande Bouffe - le ventre, la merde, la mort », Vincent Teixeira commente :

« La satire de Ferreri, qui se plaît à heurter la morale bourgeoise en dépeignant ses vices, est une charge féroce contre la société de consommation, le gaspillage, l'égoïsme, la chair humaine en perdition, le pouvoir, le commerce. Dénonciation d’une société où une classe sociale, qui ne mange pas pour vivre, mais vit pour manger, une société préoccupée de sa seule jouissance (le sexe et la gueule), égoïste et indifférente au monde extérieur. Charge métaphorique contre la mort et pourriture de cette société, qui se double aussi d’une dimension à la fois physique et métaphysique, sur les thèmes de la bouffe, la mort, la merde, mais aussi l’enfermement, la perte des idéaux, l’ennui, l’angoisse, la solitude. »

Ferreri, qui avait fait des études de vétérinaire, a lui-même décrit son film comme « une farce physiologique », « une histoire de quatre machines physiologiques », qui décrit la part animale de l'homme. De fait, les quatre amis se comportent comme des cochons, comme des chiens, lesquels envahissent le jardin à la fin du film.
La mort de chaque personnage, très révélatrice de chacun, de ses névroses, est par ailleurs montrée selon un réalisme quasi médical ; mais du point de vue artistique, Jean Douchet estime aussi qu'on assiste là à « quatre belles morts d'acteurs ».
Le réalisateur américain Mark Pellington a déclaré s'être inspiré de La Grande Bouffe pour son film I Melt with You (en) sorti en 2011.

## Accueil critique
En 1972, le comité de sélection du festival de Cannes a jugé les films français médiocres et décidé pour l'année suivante de présenter trois films plus audacieux, La Planète sauvage, La Maman et la Putain et le film franco-italien de Marco Ferreri,. Ce choix n'est pas apprécié de la présidente du jury, Ingrid Bergman, pour qui les deux derniers films sont les films « les plus sordides et les plus vulgaires du Festival ».
Le film est très controversé lors de sa sortie. Se posant comme une critique de la société de consommation sous couvert de comédie déjantée, il fait scandale au festival de Cannes en 1973, d'autant plus qu'il dénonce indirectement le faste et l'abondance portés à leur comble lors du rendez-vous cannois,. Hué à Cannes lors de la présentation du film, Philippe Noiret répond aux critiques :

« Nous tendions un miroir aux gens et ils n'ont pas aimé se voir dedans. C'est révélateur d'une grande connerie. »

Le critique Claude-Marie Trémois de Télérama écrit : « Obscène et scatologique, d'une complaisance à faire vomir, ce film est celui d'un malade qui méprise tellement les spectateurs que l'on ne peut que se réjouir des huées qui l'ont accueilli, lui et ses interprètes, au sortir de la projection. » François Chalais d'Europe 1 déclare que le « Festival a connu sa journée la plus dégradante et la France sa plus sinistre humiliation. »
Jean Cau, pour Paris Match, s'exclame dans son article « La Grande Bouffe et vomir » :

« Honte pour les producteurs […], honte pour les comédiens qui ont accepté de se vautrer en fouinant du groin […] dans pareille boue qui n'en finira pas de coller à leur peau. Honte pour mon pays, la France, qui a accepté d'envoyer cette chose à Cannes afin de représenter nos couleurs […]. Honte, enfin, pour notre époque dont la faiblesse tolère, finance, encourage, dévore et déglutit pareilles pâtées d'excrément. »

Le critique Pascal Bonitzer considère que le film est une charge contre la bourgeoisie capitaliste : « la petite-bourgeoisie intellectuelle se rassure ainsi — en désignant métaphoriquement la mort et la pourriture de la bourgeoisie à partir d'un point d'excès impossible — sur sa propre pérennité transhistorique ». Pour les Cahiers du cinéma, la subversion et le choc des thèmes évoqués dans le film sont à intégrer dans une « trilogie de la dégradation » avec Le Dernier Tango à Paris de Bernardo Bertolucci en 1972 et La Maman et la Putain de Jean Eustache en 1973.
En 2003, Trudy Bolter écrit :

« Le film qui donne une vision apocalyptique de la décadence due aux excès (il est truffé de scènes de vomis, de pets, de masturbation ou de fellation, la compétition de boulimie étant à la fois sexuelle et alimentaire) n'est guère rassurant et a pu semer une grande frayeur parmi les bien-pensants. »

Pour Gérard Lefort :

« Aujourd'hui, La Grande Bouffe choquerait moins, hélas. Je crois que la provocation, à la télévision et sur les réseaux sociaux, est organisée sous forme de système qui anesthésie la provocation. Le film de Ferreri était un cri ! »

## Distinctions
- Le film reçoit le prix FIPRESCI (prix de la critique internationale) du festival de Cannes en 1973, ex-aequo avec La Maman et la Putain.